# 林家あずみ
林家 あずみ（はやしや あずみ、1981年4月24日 - ）は、落語協会に所属する漫談家である。落語協会での芸種は「三味線漫談」。

## 来歴
京都府京都市伏見区出身で、京都市立日吉ヶ丘高校を卒業する。地元の和菓子製造会社とスイミングスクールのインストラクターとして4年間勤務したのち、「タレントになりたい」と志して25歳で上京する。『恋のから騒ぎ』9期生として半年間出演したのち太田プロに所属し、芸能タレントとしておもにバラエティ番組でアシスタントやリポーターを担当する。
エル・ファクトリーへ移籍し、ニッポン放送のラジオ番組『テリー伊藤のってけラジオ』でリポーターを担当するほか、上田郁代と写真集を発売するなど芸能タレントとして活動する。2008年2月6日から2010年6月25日まで「テリーとたい平のってけラジオ」でリポーターを担当し、落語家の林家たい平から知己を得る。
2010年6月に林家たい平を師匠に、三味線漫談家として弟子入りする。長唄三味線を杵屋長桂之、端唄・小唄・俗曲・三味線などを花季彌生、それぞれに師事する。
2010年9月に「林家あずみ」として寄席で前座修業を始める。2014年2月1日に鈴本演芸場2月上席で初舞台を経験し、落語協会が直弟子色物として初めて公認する。
2019年9月から2020年3月までワタナベエンターテインメントに所属し、4月からフリーランスとして活動する。
三味線での漫談だけではなく、三味線を抱えての怪談にも積極的に取り組んでいる。

## 出演番組

### テレビ
- 恋のから騒ぎ（日本テレビ）9期メンバー（2002年4月 - 9月）
- クイズ!ヘキサゴン（フジテレビ）リポーター
- 指名手配（テレビ朝日）、2004年10月6日 - 2005年3月30日
- KEN-JIN DX（中国放送）
- プリティガレッジ（日本テレビ）
- 全力坂（テレビ朝日）No.516 幽霊坂、No.523 綱坂
- 奥さまは外国人（テレビ東京）アシスタント、2006年4月18日 - 2007年6月19日
- ミッドナイト寄席（BS12トゥエルビ）（2016年12月14日、2017年4月9日)
- KinKi Kidsのブンブブーン（フジテレビ）- 2017年3月12日
- なりゆき街道旅（フジテレビ）ぜひゆきガール-ぜひゆきコーナーのみ出演
- クイズ99人の壁（フジテレビ、2021年7月31日） 瀧川鯉斗の応援
- 演芸図鑑（NHK総合 - 2020年5月31日、2021年11月14日、2023年2月5日、2024年9月8日、2025年5月18日）
- 笑点特大号 （BS日テレ）
  - 若手大喜利 - 2015年7月8日
  - 女流大喜利 - 2016年3月16日
  - 女流大喜利 - 2018年7月19日
  - 女流大喜利 - 2019年2月7日、11月14日、12月12日
  - 女流大喜利 - 2020年11月26日、12月3日
  - 金言大喜利 - 2021年11月17日、女流大喜利 - 1月7日、3月18日、4月28日、8月11日、9月29日、10月27日、11月24日、12月1日、若手大喜利 - 2月25日、3月11日、4月7日
  - 女性芸人手相占い - 2022年1月5日、若手大喜利 - 2月23日、林家たい平の教えてほし～の- 3月9日、女流大喜利 - 3月2日、3月23日、7月13日、9月14日、10月12日、 12月21日、漫才 林家あずみ･つる子 - 11月23日 、男女対抗大喜利 - 1月30日
  - 女性芸人手相占い - 2023年1月11日、桃組公演 - 3月29日、桃組大喜利 - 5月3日、師弟大喜利 - 5月10日、女流大喜利 - 6月28日、7月26日
- 稲川淳二の怪談グランプリ2022（関西テレビ、2022年8月22日）
- 笑点（日本テレビ）（2024年1月14日、2025年1月1日）

### ラジオ
AM
- テリー伊藤のってけラジオ（ニッポン放送）「街角ステーション」中継リポーター、2008年2月6日 - 2010年6月25日
- 上柳昌彦 ごごばん!（ニッポン放送）「街角ステーション」中継リポーター、2010年6月30日 - 2011年3月9日
- 週刊!ニッポン放送（ニッポン放送）2010年
- ザ・ボイス そこまで言うか!（ニッポン放送）「街角ステーション」中継リポーター、2012年1月11日 - 2015年9月23日
- ラジオ寄席（TBSラジオ - 2016年1月10日、2016年12月4日、2019年5月25日、2019年11月24日、2022年3月20日）
- NEXT名人寄席（NHKラジオ第1、 2020年7月25日 ）
- 小痴楽の楽屋ぞめき（NHKラジオ第1、2023年11月） - 立前座
- まんまる（NHKラジオ第1、2025年5月9日） - ひとのわ

FM
- 駒井蓮のニポミン!（NHK-FM、2022年4月17日）
- GOGOMONZ（NACK5、2020年10月6日）
- 正木安曇の自己マンフィールド（FM会津）2004年4月 - 6月
- Dr.ナグモのごぼう茶談義～笑いで健康に（かわさきFM、2023年7月5日）

#### インターネット
- So-net バクストラジオ（インターネットラジオ）
- Some one produce（モバイル放送）

## その他

### CM
- 任天堂 ゲームボーイアドバンス（2002年5月、関西ローカル）
- 全日空（2002年8月）
- バイク王（2002年12月、関西・北海道ローカル）
- デリカウイング（2018年2月、広島ローカル）
- あじかん - 焙煎ごぼう茶プレミアムブレンド ごぼうのおかげ（2019年9月 - ）
- 丸美屋 麻婆豆腐の素WebCM「パイオニア」篇（2023年11月）

### 出版
- 月刊 うえだ☆まさき-写真集（ニッポン放送、2009年）
- Pen+(ペン・プラス)『蓮二のレンズ』（出版社CEメディアハウス、2019年9月11日、  ISBN-10 ‏ : ‎ 4484147688

ISBN-13 ‏ : ‎ 978-4484147680  ）

### CD
- 四派花形・若手寄席囃子 （スロウボールレコーズ、2017年8月23日、 ASIN ‏ : ‎ B073VYHC1C ）-出囃子を収録